# Bursosaphia baltalimaniaformis
Bursosaphia baltalimaniaformis är en plattmaskart som beskrevs av Jürgen Dörjes 1968. Bursosaphia baltalimaniaformis ingår i släktet Bursosaphia och familjen Isodiametridae. Inga underarter finns listade i Catalogue of Life.